# 헌팅
헌팅(hunting)은 사람이 처음 보거나 잘 알지 못하는 사람에게 호감을 느껴 첫눈에 반해 길거리에서 연락처를 물어보거나 데이트를 요청하는 일을 말한다. 헌팅이라는 낱말은 한국어식 영어이며, 일본에서는 난파(ナンパ)라고 한다.

## 같이 보기
- 도톤보리
- 미팅